# Lijst van burgemeesters van Prinsenbeek
Dit is een lijst van burgemeesters van de voormalige Nederlandse gemeente Prinsenbeek (tot 1951 'gemeente Beek') vanaf de vorming op 1 januari 1942. (Dit na annexatie van het dorp Princenhage en gedeelte van de gemeente Princenhage) 
De gemeente Prinsenbeek ging zelf op 1 januari 1997 over in de gemeente Breda.
| Ambtsperiode     | Naam burgemeester          | Partij of stroming | Bijzonderheden                                          |
| ---------------- | -------------------------- | ------------------ | ------------------------------------------------------- |
| 1942 - 1945/1946 | Jacobus (J.) Sterkens      |                    | tot 1942 gemeentesecretaris van de gemeente Princenhage |
| 1945 - 1979      | Pierre (P.J.A.) Baetens    |                    | eerst waarnemend                                        |
| 1979 - 1992      | Leo (L.K.M.) Verwiel       | CDA                |                                                         |
| 1992 - 1997      | Kees Jan (C.J.G.M.) de Vet | CDA                |                                                         |